# Островные овсянки
Островные овсянки (лат. Nesospiza) — род воробьиных птиц из семейства танагровых.

## Описание
Птицы с зеленовато-коричневой спиной и бледно-жёлтой грудкой. Горло, как правило, жёлтое, но у иногда есть небольшая сероватая полоса, простирающаяся вниз от подбородка. Питаются насекомыми или семенами растений.

## Список видов
В состав рода включают три 3 вида:
- Nesospiza acunhae Cabanis, 1873 — Предгорная островная овсянка
- Nesospiza questi Lowe, 1923
- Nesospiza wilkinsi Lowe, 1923 — Большеклювая островная овсянка

## Распространение
Встречаются только на архипелаге Тристан-да-Кунья в южной части Атлантического океана.